# Fábio Carvalho (cầu thủ bóng đá, sinh năm 2002)
Fábio Leandro Freitas Gouveia Carvalho (sinh ngày 30 tháng 8 năm 2002) là một cầu thủ bóng đá chuyên nghiệp người Bồ Đào Nha hiện đang chơi ở vị trí tiền vệ cánh hoặc tiền vệ tấn công cho câu lạc bộ Brentford F.C. theo dạng cho mượn từ Liverpool. Anh từng là tuyển thủ trẻ đại diện cho Anh, tuy nhiên Carvalho hiện đại diện cho Bồ Đào Nha ở quốc tế với cấp độ đội trẻ U-21 tuổi.

## Giai đoạn đầu
Carvalho sinh ra ở Torres Vedras, Lisbon của Bồ Đào Nha. Anh chơi trong học viện của Benfica trước khi cùng gia đình chuyển đến London ở Anh vào năm 2013. Anh chơi cho Balham trước khi được Fulham ký hợp đồng vào năm 2015.

## Sự nghiệp câu lạc bộ

### Fulham
Vào tháng 5 năm 2020, Carvalho ký hợp đồng chuyên nghiệp đầu tiên với Fulham, trong hai năm. Vào ngày 23 tháng 9, Carvalho có trận ra mắt đội một từ ghế dự bị trong chiến thắng 2–0 tại EFL Cup trước Sheffield Wednesday. Vào ngày 15 tháng 5 năm 2021, Carvalho ghi bàn thắng đầu tiên trong trận thua 3–1 trên sân khách trước Southampton.
Carvalho đã có một khởi đầu ấn tượng cho mùa giải 2021–22 , ghi 3 bàn trong 5 trận đầu tiên khi Fulham nỗ lực tìm cách thăng hạng trở lại Premier League. Sau đó, Carvalho được trao giải Cầu thủ trẻ xuất sắc nhất tháng của EFL vào tháng 8 năm 2021.

### Liverpool
Carvalho đã đồng ý ký hợp đồng với câu lạc bộ Premier League, Liverpool vào tháng 5 năm 2022 với mức phí được báo cáo là 5 triệu bảng, có khả năng tăng lên 7,7 triệu bảng tùy vào thành tích. Vụ chuyển nhượng chính thức được diễn ra vào ngày 1 tháng 7 và Carvalho chính thức được công bố hai ngày sau đó.

## Sự nghiệp quốc tế
Carvalho đã đại diện cho nước Anh ở cấp độ U-18 tuổi.
Sau đó Carvalho chọn Bồ Đào Nha và được gọi vào đội tuyển U-21 tuổi của Bồ Đào Nha vào ngày 17 tháng 3 năm 2022, trước các trận đấu ở vòng loại Giải vô địch châu Âu với Iceland và Hy Lạp.

## Thống kê sự nghiệp
| CLB          | Mùa giải     | Giải             | Giải | Giải | FA Cup | FA Cup | EFL Cup | EFL Cup | Khác | Khác | Tổng cộng | Tổng cộng |
| CLB          | Mùa giải     | Division         | Trận | Bàn  | Trận   | Bàn    | Trận    | Bàn     | Trận | Bàn  | Trận      | Bàn       |
| ------------ | ------------ | ---------------- | ---- | ---- | ------ | ------ | ------- | ------- | ---- | ---- | --------- | --------- |
| Fulham U23   | 2018–19      | —                | —    | —    | —      | —      | —       | —       | 1    | 0    | 1         | 0         |
| Fulham U23   | 2019–20      | —                | —    | —    | —      | —      | —       | —       | 3    | 0    | 3         | 0         |
| Fulham U23   | 2020–21      | —                | —    | —    | —      | —      | —       | —       | 2    | 0    | 2         | 0         |
| Fulham U23   | Total        | Total            | —    | —    | —      | —      | —       | —       | 6    | 0    | 6         | 0         |
| Fulham       | 2020–21      | Premier League   | 4    | 1    | 1      | 0      | 1       | 0       | —    | —    | 6         | 1         |
| Fulham       | 2021–22      | EFL Championship | 36   | 10   | 2      | 1      | 0       | 0       | —    | —    | 38        | 11        |
| Fulham       | Total        | Total            | 40   | 11   | 3      | 1      | 1       | 0       | —    | —    | 44        | 12        |
| Career total | Career total | Career total     | 40   | 11   | 3      | 1      | 1       | 0       | 6    | 0    | 50        | 12        |

## Danh hiệu
Fulham
- EFL Championship: 2021–22[17]

Liverpool
- FA Community Shield: 2022[18]

RB Leipzig
- DFL-Supercup: 2023[19]